# Gredara
Gredara (mađ. Gerde) je selo u južnoj Mađarskoj.
Zauzima površinu od 12,76 km četvornih.

## Zemljopisni položaj
Nalazi se na 45° 59' 23" sjeverne zemljopisne širine i 18° 1' 27" istočne zemljopisne dužine. Szabadszentkirály je 1 km sjeveroistočno, Valinje je 1 km istočno, Pécsbagota je 3 km istočno, Királyegyháza je 3 km zapadno, Tišnja je 3 km jugoistočno, a 3-5 km jugozapadno su Kissasszonyfa, Magyartelek, Magyarmecske i Natfara.

## Upravna organizacija
Upravno pripada Selurinačkoj mikroregiji u Baranjskoj županiji. Poštanski broj je 7951. 

## Stanovništvo
Gredara ima 583 stanovnika (2001.). Stanovnici su Mađari, a od značajnih manjina su Romi kojih je nešto manje od 7%. Nijemaca je manje od 1%. Po vjerskoj strukturi, 75% je rimokatolika, a 9% kalvinista.

## Vanjske poveznice
- Gredara na fallingrain.com